# Barbudet frontgroc
El barbudet frontgroc (Pogoniulus chrysoconus) és una espècie d'ocell de la família dels líbids (Lybiidae).
Habita sabanes i clarianes dels boscos al sud del Sàhara, a Mauritània, Senegal, Gàmbia, sud de Mali, Burkina Faso, sud de Níger, Guinea Bissau, Guinea, Costa d'Ivori, Ghana, Togo, Benín, Nigèria, Camerun, República Centreafricana, sud de Txad i Sudan del Sud fins l'oest i centre d'Etiòpia, nord-est de la República Democràtica del Congo, Uganda, oest de Kenya, oest i sud de Tanzània, Zàmbia, Malawi, Moçambic, Zimbàbue, nord de Namíbia, sud d'Angola, nord i est de Botswana i nord-est de Sud-àfrica.